# Vsetín (distrikt)
Vsetín (tjeckiska: okres Vsetín) är ett distrikt i Tjeckien. Det ligger i regionen Zlín, i den östra delen av landet, 280 km öster om huvudstaden Prag. Antalet invånare är 145 807. Arean är 1 143 kvadratkilometer.
Terrängen i distriktet Vsetín är kuperad.
Distriktet Vsetín delas in i:
- Zašová
- Zděchov
- Valašská Polanka
- Zubří
- Jarcová
- Bystřička
- Ústí
- Francova Lhota
- Valašské Meziříčí
- Kunovice
- Študlov
- Kateřinice
- Vsetín
- Nový Hrozenkov
- Lačnov
- Kelč
- Jablůnka
- Střítež nad Bečvou
- Lužná
- Pržno
- Podolí
- Dolní Bečva
- Malá Bystřice
- Mikulůvka
- Prostřední Bečva
- Branky
- Liptál
- Poličná
- Prlov
- Rožnov pod Radhoštěm
- Ratiboř
- Velká Lhota
- Valašská Bystřice
- Loučka
- Vidče
- Lešná
- Velké Karlovice
- Lidečko
- Pozděchov
- Hutisko-Solanec
- Růžďka
- Hošťálková
- Halenkov
- Horní Lideč
- Valašské Příkazy
- Hovězí
- Choryně
- Valašská Senice
- Kladeruby
- Oznice
- Janová
- Police
- Huslenky
- Karolinka
- Střelná
- Lhota u Vsetína
- Vigantice
- Seninka
- Leskovec
- Krhová
- Horní Bečva

Följande samhällen finns i distriktet Vsetín:
- Vsetín
- Rožnov pod Radhoštěm
- Karolinka
- Velké Karlovice
- Horní Bečva
- Dolní Bečva